# Edyta (Vorname)
Edyta ist die polnische Variante des Vornamens Edith.
Bekannte Namensträgerinnen:
- Edyta Bartosiewicz (* 1965), polnische Sängerin, Komponistin und Songwriterin
- Edyta Bielak-Jomaa (* 1972), polnische Juristin und Hochschullehrerin für Arbeits-, Sozialrecht und Datenschutz
- Edyta Dzieniszewska (* 1986), polnische Kanurennsportlerin
- Edyta Geppert (* 1953), polnische Sängerin
- Edyta Górniak (* 1972), polnische Sängerin
- Edyta Herbuś (* 1981), polnische Tänzerin und Schauspielerin
- Edyta Jasińska (* 1986), polnische Radsportlerin
- Edyta Lewandowska (* 1980), polnische Langstreckenläuferin

Siehe auch
- Edita